# Henry Carlsson
Henry Carlsson   (Falköping, 29 d'octubre de 1917 - Suècia, 28 de maig de 1999) fou un futbolista suec de la dècada de 1940.
Fou 26 cops internacional amb la selecció sueca amb la qual participà en els Jocs Olímpics d'Estiu de 1948.
Pel que fa a clubs, defensà els colors de AIK, Stade Français i Atlético de Madrid.